# 塔麻可吉64
《塔麻可吉64》是万代开发，并于1997年在日本任天堂64平台发行的电子图版游戏。游戏以塔麻可吉玩具为基础。这是万代的首款任天堂64游戏。